# Badia de Mont-Saint-Michel
La badia de Mont-Saint-Michel és una badia situada entre els departaments francesos d'Ille-et-Vilaine i Manche, entre la Bretanya —al sud-oest— i la península normanda de Cotentin —a l'est. Pertany al club de les badies més belles del món i està inscrita en la llista del Patrimoni mundial de la UNESCO des del 1979. El seu tret més característic són les impressionants marees, de més de deu metres, que són capaces de convertir-la en unes hores en una gegantesca platja de diversos quilòmetres d'ample quan és baixa i, en pujar i tornar al lloc, l'aigua envolta completament les dues illes de granit presents, el mont Saint-Michel i Tombelaine. L'àrea, on hi ha una gran biodiversitat, està classificada com Zona de Protecció Especial per a les aus (ZPS), per la xarxa Natura 2000 com site FR2500077 i site FR2510048, i és una d'entre les més importants zones europees on és present una gran varietat d'aus migratòries i foques.